# Kim Deal
Kim Deal   (Dayton, 10 de juny de 1961) nom artístic de Kim Ann Deal, és una cantant, baixista, guitarrista i compositora nord-americana. Tot i haver participat en diversos projectes, la faceta més coneguda de Kim és haver estat membre dels Pixies.

## Biografia
Deal va néixer a Dayton, Ohio, Estats Units. El seu pare era un físic làser que treballava a la propera base de la Força Aèria Wright-Patterson. Kim i la seva germana bessona idèntica Kelley es van introduir a la música a una edat primerenca; els dos van cantar una "cinta de dues pistes, quart de polzada" quan tenien "quatre o cinc" anys, i van créixer escoltant grups de rock dur com AC/DC i Led Zeppelin. Quan Deal tenia 11 anys, va aprendre "King of the Road" de Roger Miller a la guitarra acústica. A l'escola secundària, a la Wayne High School a Huber Heights, era una animadora i sovint entrava en conflictes amb l'autoritat. "Érem noies populars", va explicar Kelley. "Vam treure bones notes i vam fer esport". Tot i així, créixer a Dayton va ser "com viure a Rússia", segons Deal. Un amic de Kelley que vivia a Califòrnia els enviava cassets d'artistes com James Blood Ulmer, The Undertones, Elvis Costello, Sex Pistols i Siouxsie and the Banshees. "Aquestes cintes eren la nostra possessió més preuada, l'únic vincle amb la civilització."
Després d'unir-se al grup Pixies el 1986 com a baixista, i de respondre a un anunci sol·licitant “baixista influenciat per Hüsker Dü i Peter, Paul and Mary”. Als crèdits dels dos primers àlbums, Come on Pilgrim i Surfer Rosa, apareix amb el nom de Mrs. John Murphy (John Murphy era el seu marit en aquella data).
Després de Doolittle, el tercer àlbum, Pixies va entrar en un període d'inactivitat. Kim, frustrada per la falta de dinàmica del grup, va formar The Breeders amb la seva germana bessona, i el 1990 van treure a la venda el seu primer disc, titulat Pod.
The Breeders arriben al pic de la seva fama a mitjans de la dècada de 1990, amb el seu àlbum més popular, Last Splash, amb el qual varen aparèixer diverses vegades al cap del rànquing de MTV, especialment amb les cançons Cannonball i Divine Hammer.
El 1994 la banda va entrar en un període d'inactivitat, després que la germana bessona de Kim, Kelley Deal, hagués d'entrar un procés de desintoxicació per lluitar contra la seva addicció a l'heroïna.
Aquest descans va durar vuit anys, que Kim va aprofitar per formar una altra banda, The Amps, que només va llançar un àlbum: Pacer. El tercer àlbum de The Breeders, Title TK, va ser llançat el 2002, però no va tenir bones crítiques. També va col·laborar en àlbums d'altres bandes, com per exemple els Guided by Voices, de Dayton.
El 2004 els Pixies es varen reunir de nou, originalment per a una gira, sense plans de llançar nous treballs, però l'inesperat èxit de la mateixa la va empènyer a treballar en el llançament d'un nou àlbum el 2007. El primer treball de Pixies des de 1993, una cançó anomenada Bam Thwok escrita per Deal, va ser venuda exclusivament en iTunes i va aconseguir el primer lloc de descàrregues al Regne Unit. Amb anterioritat, Kim ja havia participat en l'escriptura d'algunes cançons dels Pixies, com Gigantic, l'únic senzill del seu àlbum de debut, Surfer Rosa.
No obstant això, a inicis del 2008, Black Francis, cantant i compositor principal dels Pixies, va declarar que el nou disc no anava a realitzar-se. D'altra banda, Kim va continuar treballant amb The Breeders, llançant un nou àlbum, Mountain Battles, el 2008. També va col·laborar a un àlbum de la banda punk mexicana Tijuana NO!. El 14 de juny de 2013 Pixies anuncien que Kim Deal deixa el grup.
Com a curiositat, el grup The Dandy Warhols li va dedicar una cançó: Cool as Kim Deal.